# Tomaronisia
Die Inselgruppe Tomaronisia (griechisch Τομαρονήσια (n. pl.), auch Tokamakia, Tomaria, Aspronisia oder Lefke Nisi) liegt vor dem kleinen Hafenort Agios Stefanos nordöstlich von Lesbos in der Meerenge von Lesbos (Στενό Μυτιλήνης) im Ägäischen Meer und gehört verwaltungstechnisch zum Gemeindebezirk Mandamados.
Die Tomaronisia bestehen aus den vier flachen, vegetationsarmen und unbewohnten Inseln Aspronisisa, Barbalias, Panagia und Tsoukalas sowie drei Felseninseln. Die Wassertiefe variiert zwischen 4 und 30 Metern. Die sauberen Gewässer rund um die Insel in Verbindung mit den Schiffswracks des Zweiten Weltkrieges bieten ideale Voraussetzungen für artenreiche Fischbestände mit Sägebarschen sowie verschiedenen Doraden, Brassen und vielen anderen Arten. Deshalb sind die Inseln bei Fischern und Tauchern ein beliebtes Revier und dienen immer öfter wegen der schönen weißen Strände als Ankerplatz für Segelschiffe. Aufgrund ihrer geografischen Lage und der vorherrschenden Winde aus Nordost sind die Inseln nicht immer leicht zugänglich.
Wegen des Vorkommens der Korallenmöwe wurde die Inselgruppe zusammen mit dem umliegenden Meeresgebiet von der Vogelschutzorganisation BirdLife International als Bestandteil des 1,50 km² großen Important Bird Areas GR 136 Tokmakia Islets (Νησίδες Τοκμάκια) eingestuft.

## Die einzelnen Inseln

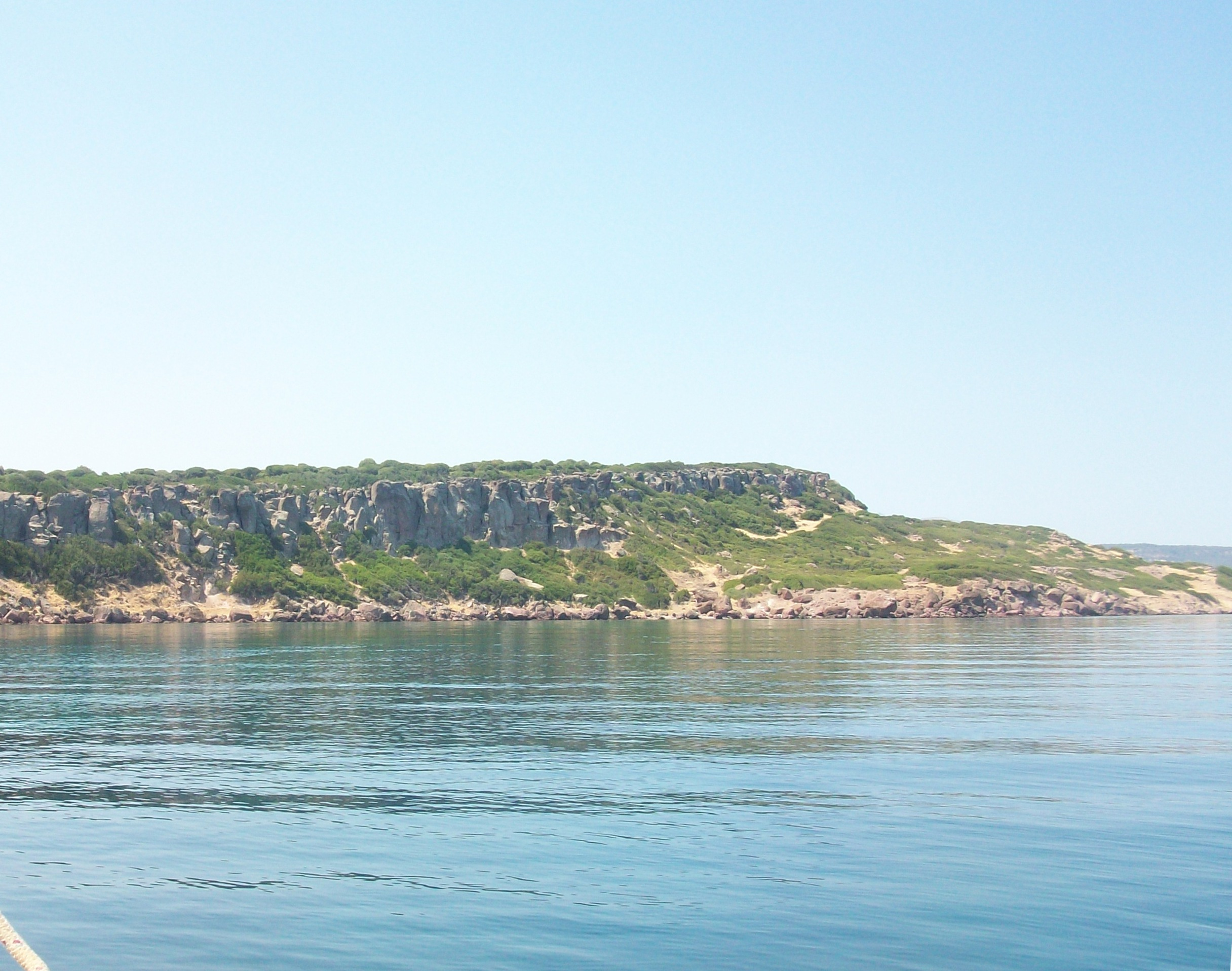
Barbalias (2009)

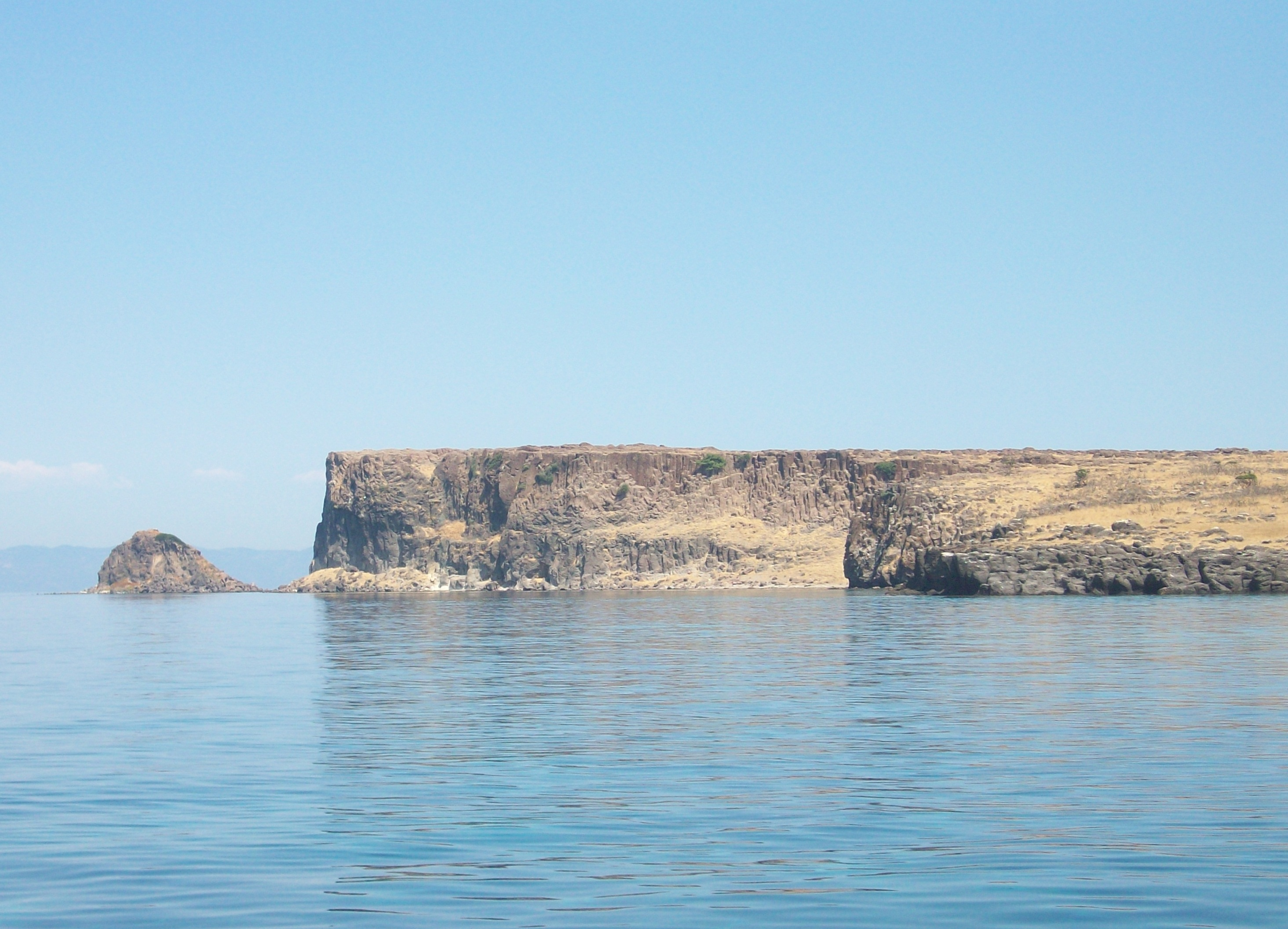
Panagia mit Steilküste

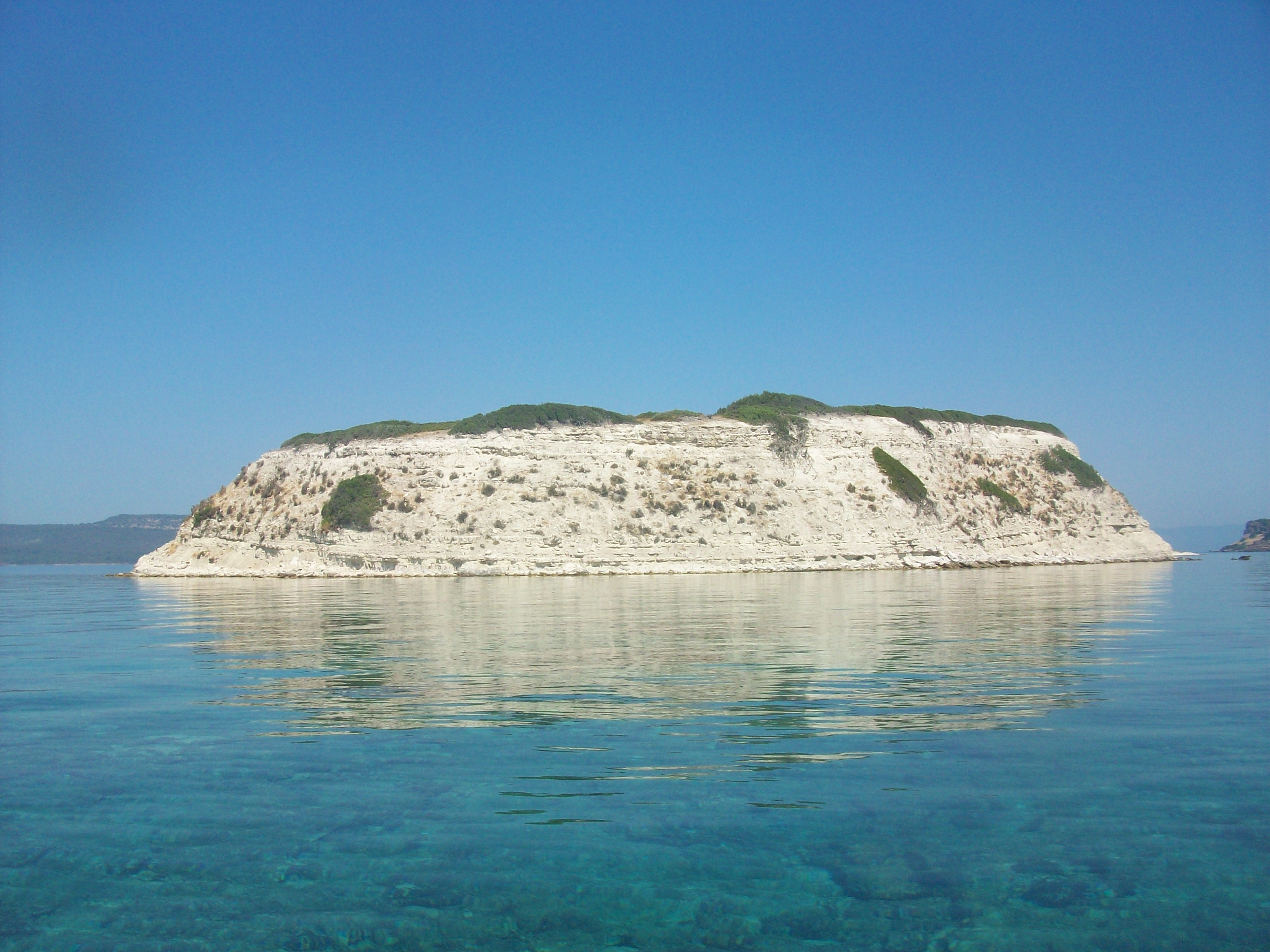
Tsoukalas

| Name                    | griechischer Name                | Lage                             | Fläche in km² |
| ----------------------- | -------------------------------- | -------------------------------- | ------------- |
| Aspronisia (Aspronisos) | Ασπρονήσια (n. pl.) (Ασπρόνησος) | 39° 17′ 51″ N, 26° 26′ 8″ O      | 0,123         |
| Barbalias               | Μπαρμπαλιά (m. sg.)              | 39° 18′ 34″ N, 26° 26′ 10″ O     | 0,548         |
| Panagia                 | Παναγιά (f. sg.)                 | 39° 18′ 49″ N, 26° 26′ 48″ O     | 0,121         |
| Tsoukalas               | Τσουκαλάς (m. sg.)               | 39° 17′ 37″ N, 26° 25′ 54″ O     | 0,033         |
| Aspri Plakouda          | Άσπρη Πλακούδα (f. sg.)          | 39° 17′ 28,5″ N, 26° 25′ 58,5″ O | 0,002         |
| Mavri Plakouda (Fidi)   | Μαύρη Πλακούδα (f. sg.) (Φίδι)   | 39° 18′ 5,7″ N, 26° 25′ 36,6″ O  | 0,002         |
| Seli (Selli)            | Σέλι (n. sg.) (Σέλλι)            | 39° 19′ 1,1″ N, 26° 26′ 38,1″ O  | 0,001         |

## Karte
- 212 Lesbos, 1:70.000 (Karte). Road Editions, 2006, ISBN 960-8481-92-9.